# Medazzaland
| 평가 점수                         | 평가 점수 |
| 출처                              | 점수      |
| --------------------------------- | --------- |
| AllMusic                          | [ 1 ]     |
| The Encyclopedia of Popular Music | [ 2 ]     |
| Entertainment Weekly              | B         |
| Jam!                              | [ 4 ]     |
| Rolling Stone                     | [ 5 ]     |
| The Rolling Stone Album Guide     | [ 6 ]     |

《Medazzaland》는 영국의 팝 록 밴드 듀란 듀란의 아홉 번째 스튜디오 음반이다. 1997년 10월 14일, 캐피틀 레코드에서 북미, 라틴 아메리카, 일본에서만 발매되었다. 빌보드 200에서 58위, 《RPM》의 음반 차트에서 66위를 기록했다.
《Medazzaland》는 유럽에서 수입 또는 디지털 다운로드로 제공되었지만, 2021년(밴드가 BMG와 음반 계약을 체결하면서)에야 영국에서 다양한 디지털 플랫폼으로 공식 발매되었다. 2022년에 CD와 컬러 바이닐로 발매된 지 25주년이 되는 실물 버전이 발매되었다.

## 싱글
1997년 3월, 사운드트랙부터 영화 《세인트》까지 〈Out of My Mind〉의 싱글이 버진 레코드를 통해 전 세계에 공개되었다. 이 싱글은 5월, 영국 차트에서 21위로 정점을 찍었다. 〈Out of My Mind〉의 뮤직 비디오는 체코 체스키크룸로프의 체스키크룸로프성에서 딘 카 감독이 촬영했다.
리드 싱글인 〈Electric Barbarella〉 (밴드의 이름을 딴 영화 《바바렐라》의 이름을 딴 곡)는 9월 16일, 미국에서 발매되었으며, 11월 1일, 빌보드 핫 100에서 52위로 정점을 찍었다. 이 곡은 주요 레이블 아티스트가 인터넷에서 디지털 구매/다운로드할 수 있는 최초의 곡이라고 선전했다.

## 발매
이 음반은 결국 1997년 10월 14일, 북미와 일본에서 발매되었다. 판매 부진으로 인해 영국 발매 계획이 미뤄졌고, 이후 EMI/캐피틀에 의해 무기한 보류되었다. 2008년 7월, 유럽과 미국의 아이튠즈 스토어를 통해 디지털 방식으로 구매할 수 있게 되었지만, 수년 동안 다른 지역에서는 실물로 발매되지 않았다.

## 곡 목록
모든 곡들은 특별한 언급이 없는 한 닉 로즈, 워렌 쿠쿠룰로 그리고 사이먼 르 봉에 의해 작사/작곡하였다.
| #   | 제목                                       | 작사·작곡                        | 재생 시간 |
| --- | ------------------------------------------ | -------------------------------- | --------- |
| 1.  | 〈Medazzaland〉                            | 로즈, 쿠쿠룰로, 르 봉, 존 테일러 | 3:53      |
| 2.  | 〈Big Bang Generation〉                    | 로즈, 쿠쿠룰로, 르 봉, 테일러    | 4:44      |
| 3.  | 〈Electric Barbarella〉                    |                                  | 4:26      |
| 4.  | 〈Out of My Mind〉                         |                                  | 4:20      |
| 5.  | 〈Who Do You Think You Are?〉              |                                  | 3:27      |
| 6.  | 〈Silva Halo〉                             |                                  | 2:28      |
| 7.  | 〈Be My Icon〉                             |                                  | 5:15      |
| 8.  | 〈Buried in the Sand〉                     |                                  | 4:19      |
| 9.  | 〈Michael You've Got a Lot to Answer For〉 |                                  | 4:09      |
| 10. | 〈Midnight Sun〉                           | 로즈, 쿠쿠룰로, 르 봉, 테일러    | 3:41      |
| 11. | 〈So Long Suicide〉                        |                                  | 4:39      |
| 12. | 〈Undergoing Treatment〉                   |                                  | 3:05      |